# Ozero Zalesjno
Ozero Zalesjno (ryska: Озеро Залешно) är en sjö i Belarus.   Den ligger i voblasten Vitsebsks voblast, i den norra delen av landet, 270 km nordost om huvudstaden Minsk. Ozero Zalesjno ligger 187 meter över havet. Arean är 0,24 kvadratkilometer. Den sträcker sig 0,6 kilometer i nord-sydlig riktning, och 0,8 kilometer i öst-västlig riktning.
I omgivningarna runt Ozero Zalesjno växer i huvudsak blandskog. Runt Ozero Zalesjno är det glesbefolkat, med 10 invånare per kvadratkilometer.